# Theodore Roosevelt Island
Theodore Roosevelt Island est une île de 36 hectares de superficie située sur la rivière Potomac à Washington, D.C., où est implanté un mémorial national des États-Unis en l'honneur de Theodore Roosevelt, 26e président des États-Unis. Il fut donné au gouvernement américains par la Theodore Roosevelt Association en 1932.
Auparavant, l'île a été nommée My Lord's Island, Barbadoes Island, Mason's Island, Analostan Island et Anacostine Island.
L'île a été convertie en parc naturel par plusieurs architectes paysagistes au cours des années 1930, afin de reproduire la forêt primaire qui recouvrait l'île autrefois. Une statue de 5 mètres rend hommage à Theodore Roosevelt, amateur de plein air et défenseur de l'environnement, qui sera à l'origine de la création du Service des forêts des États-Unis, protègeant ainsi 170 000 km2 de forêts et permettra la création de 53 réserves naturelles et 18 zones d'intérêts particuliers.
Elle est uniquement accessible par une passerelle piétonne à partir d'Arlington sur la rive ouest du Potomac.

Carte d'Analostan Island faisant partie des cartes de la Ville de Washington par Robert King Plate.
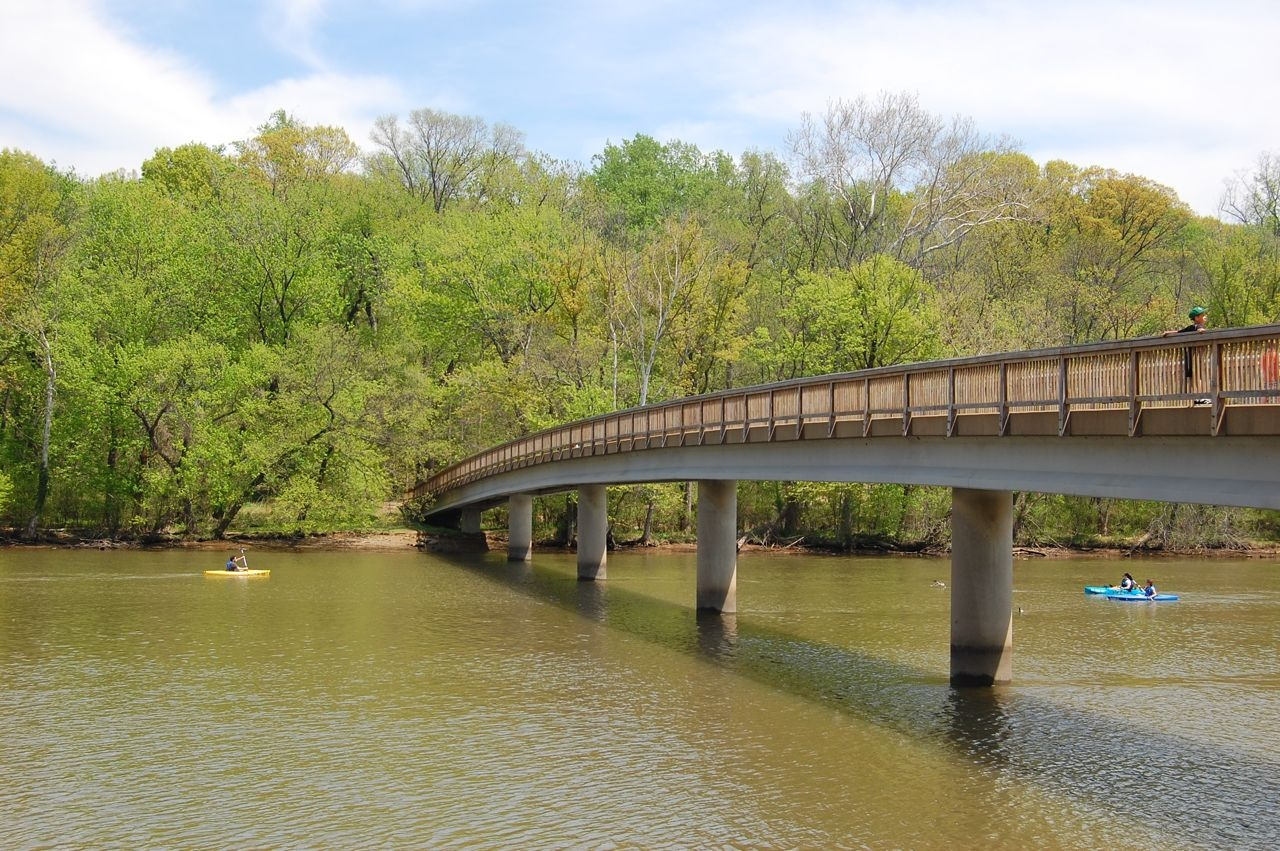
La passerelle d'accès à l'île.
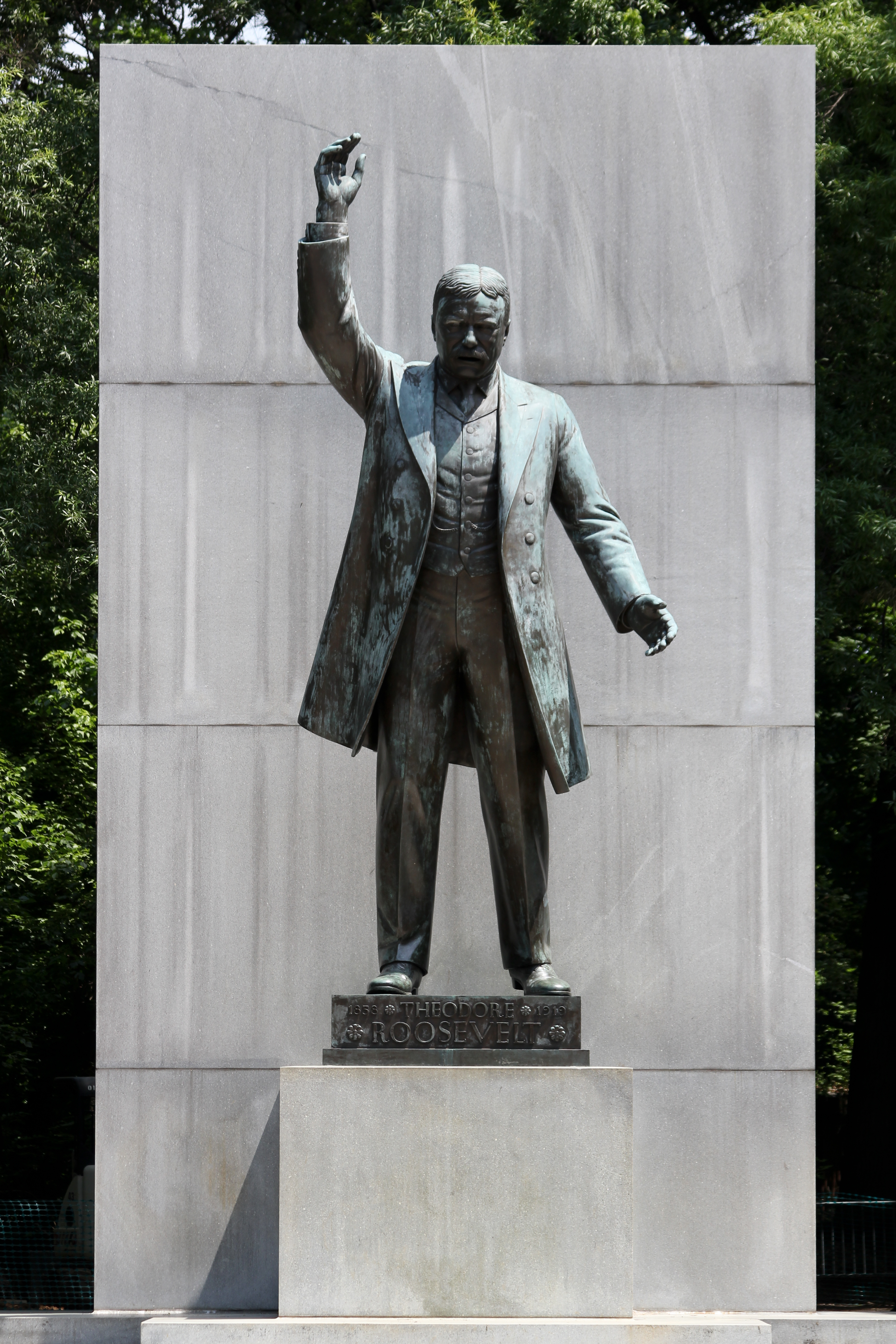
Theodore Roosevelt Island Memorial National.
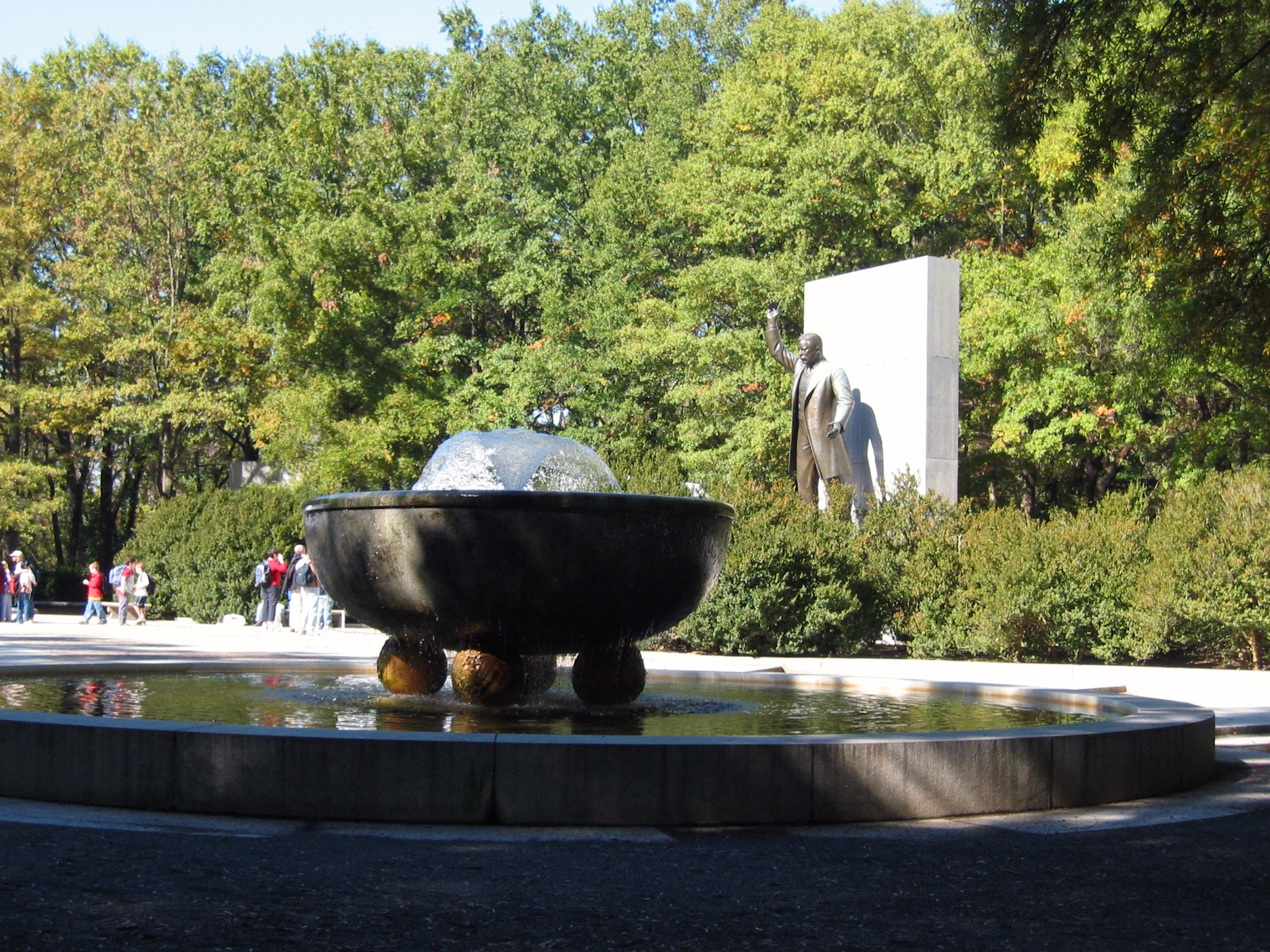
Fontaine dans le parc Theodore Roosevelt Island.
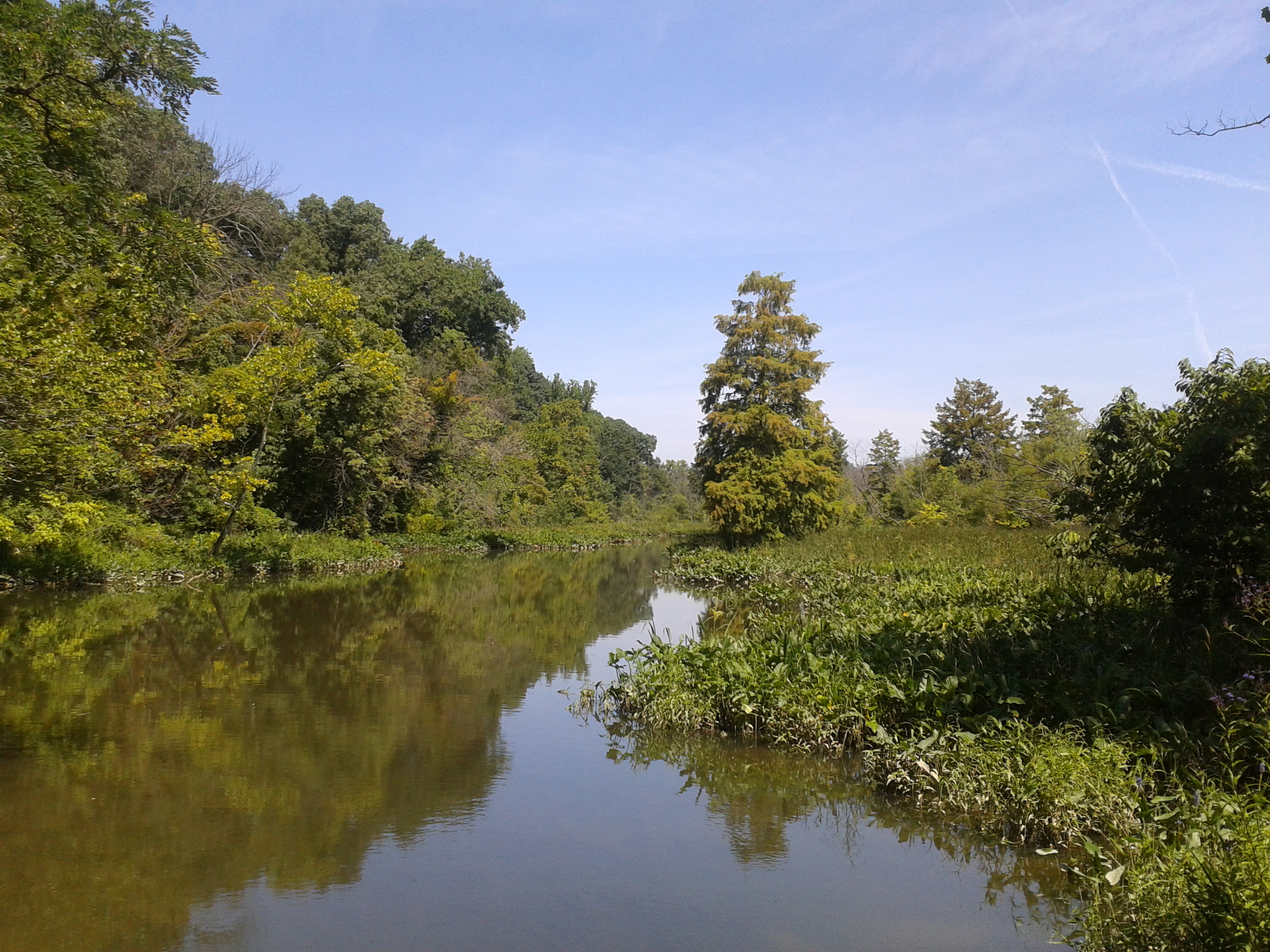
Une portion de l'île est une zone marécageuse.